# St. Bonifatius (Köln-Nippes)

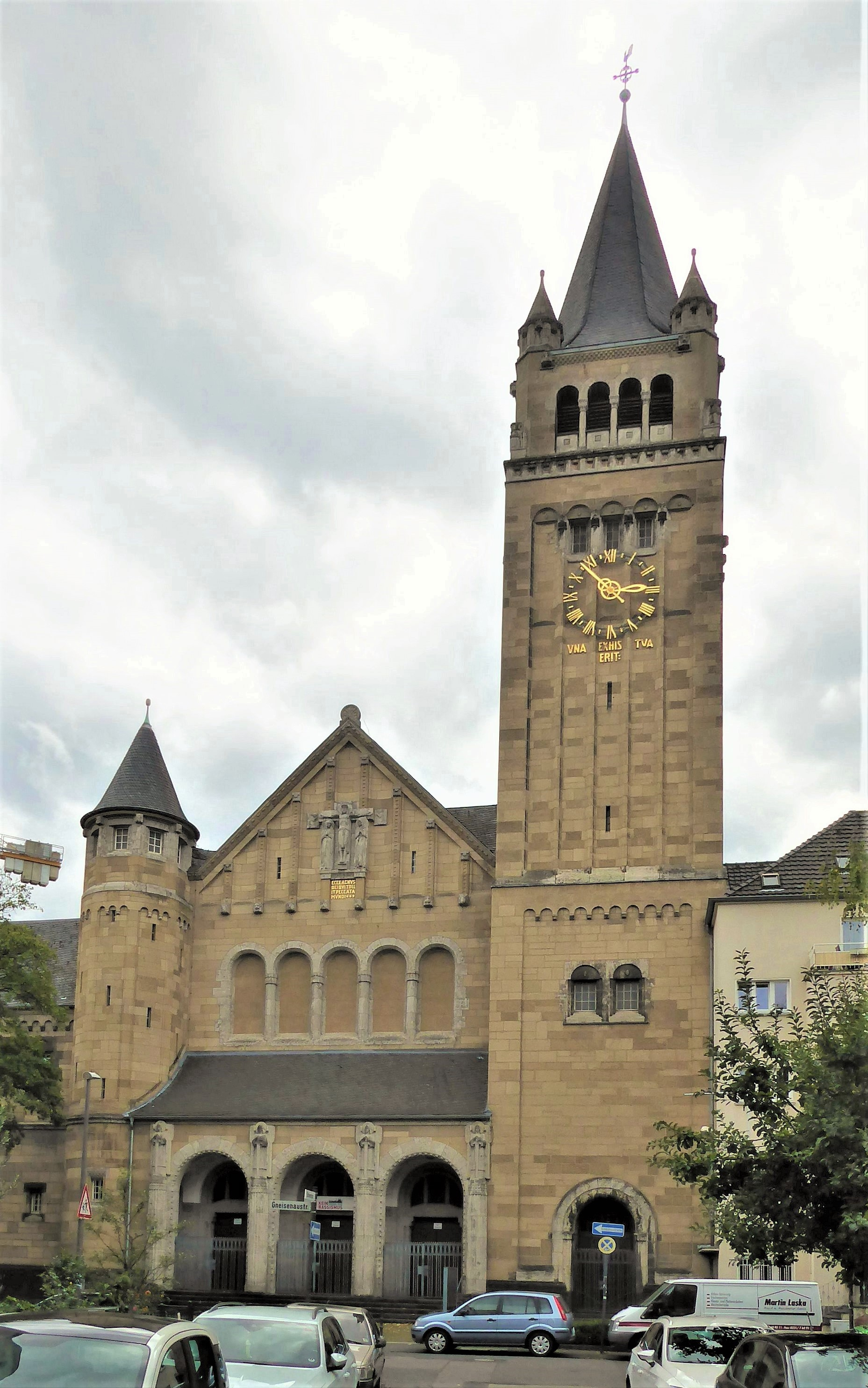
St. Bonifatius

Die römisch-katholische Kirche St. Bonifatius ist ein neuromanischer Sakralbau im linksrheinischen Kölner Stadtteil Nippes. Sie gehört zur katholischen Kirchengemeinde St. Engelbert und St. Bonifatius.

## Geschichte
Die Kirche St. Bonifatius wurde zwischen 1912 und 1914 nach Plänen des Architekten Adolf Nöcker im neuromanischen Stil erbaut. Der erste Spatenstich fand am 2. September 1912 statt. Der Kölner Erzbischof Felix von Hartmann weihte die Kirche am 19. März 1914. Die Gesamtkosten für den Kirchbau beliefen sich auf 300.000 Reichsmark. Er fügt sich in die Häuserflucht der Gneisenaustraße ein und wurde rechtsseitig an das bereits 1905 ebenfalls von Adolf Nöcker gebaute Pfarrhaus angebaut. 
Die beiden Weltkriege hat das Gotteshaus weitestgehend unbeschädigt überstanden.
Nachdem der damalige Erzbischof Josef Frings am 18. Februar 1946 in Rom die Kardinalswürde erhalten hatte, feierte er – statt im kriegsgeschädigten Kölner Dom – seine erste Messe als Kardinal in der Kirche St. Bonifatius. Daran erinnert heute noch das Wappen von Kardinal Frings im Hochchor gegenüber der Sakristeitür.

## Bauliche Merkmale
Die dreischiffige Basilika hat 500 Bankplätze und bietet 1800 Personen Platz. Das Hauptschiff, dessen Decke von sechs Rundsäulen getragen wird, schließt mit einer großen Apsis ab; die beiden Seitenschiffe laufen in kleineren Apsiden aus.
Rechts neben dem mit drei Rundbögen versehenen Haupteingangsbereich, über dem sich vier große Engelsfiguren mit Schwertern erheben, befindet sich eine Gedächtniskapelle von 1921 mit den Namen von Gefallenen des Ersten und Zweiten Weltkriegs aus der Gemeinde.
Am Fassadengiebel erhebt sich eine steinerne Kreuzigungsgruppe, darunter steht eine goldfarbene lateinische Inschrift ECCE AGNUS DEI QUI TOLLIS PECCATA MUNDI („Seht das Lamm Gottes, das hinweg nimmt die Sünden der Welt“).
Eine weitere goldene lateinische Inschrift steht unter der Uhr des Glockenturms. Sie lautet: UNA EX HIS TUA ERIT („Eine von ihnen wird deine [letzte] sein“)

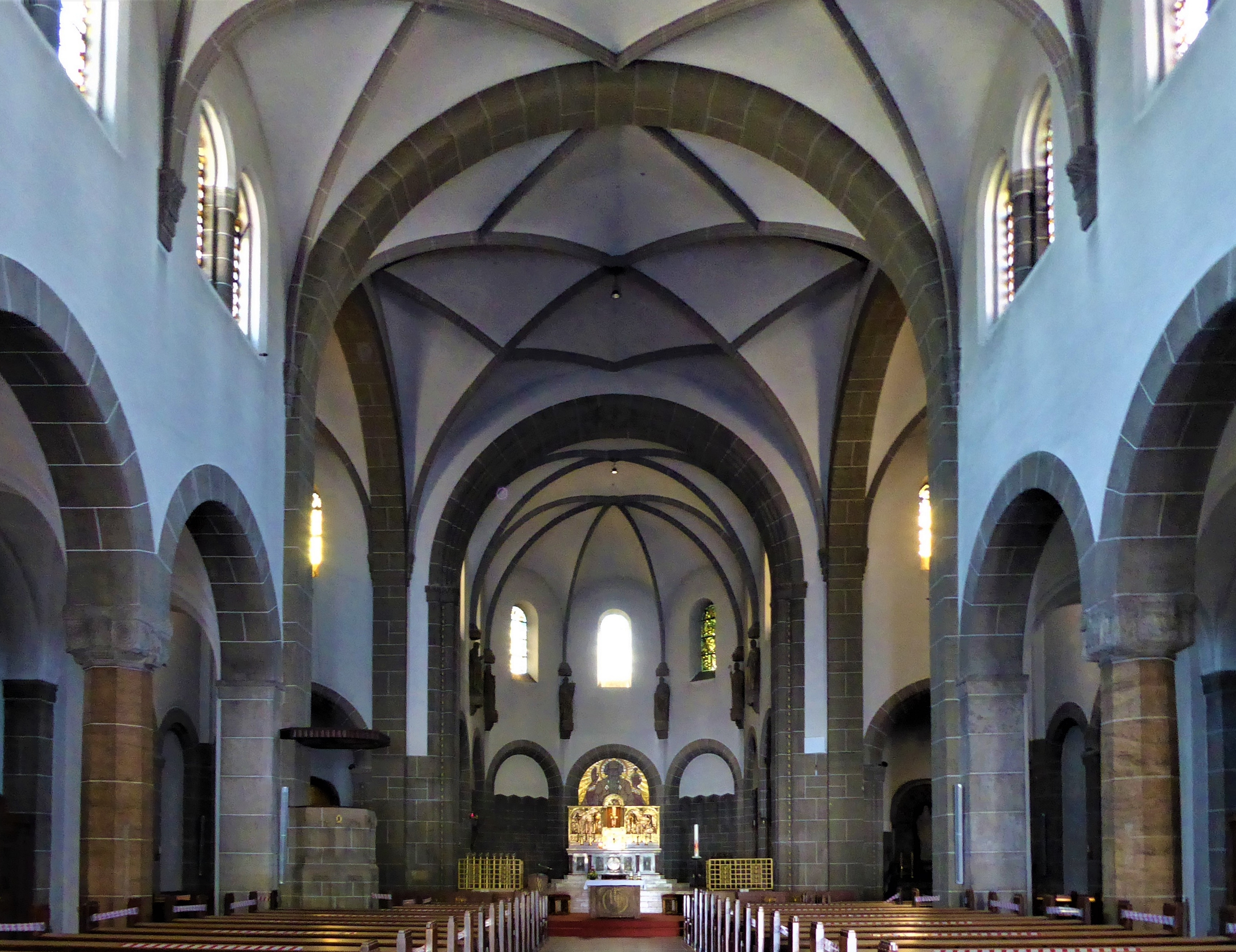
Hauptschiff (Blick auf den Chor)
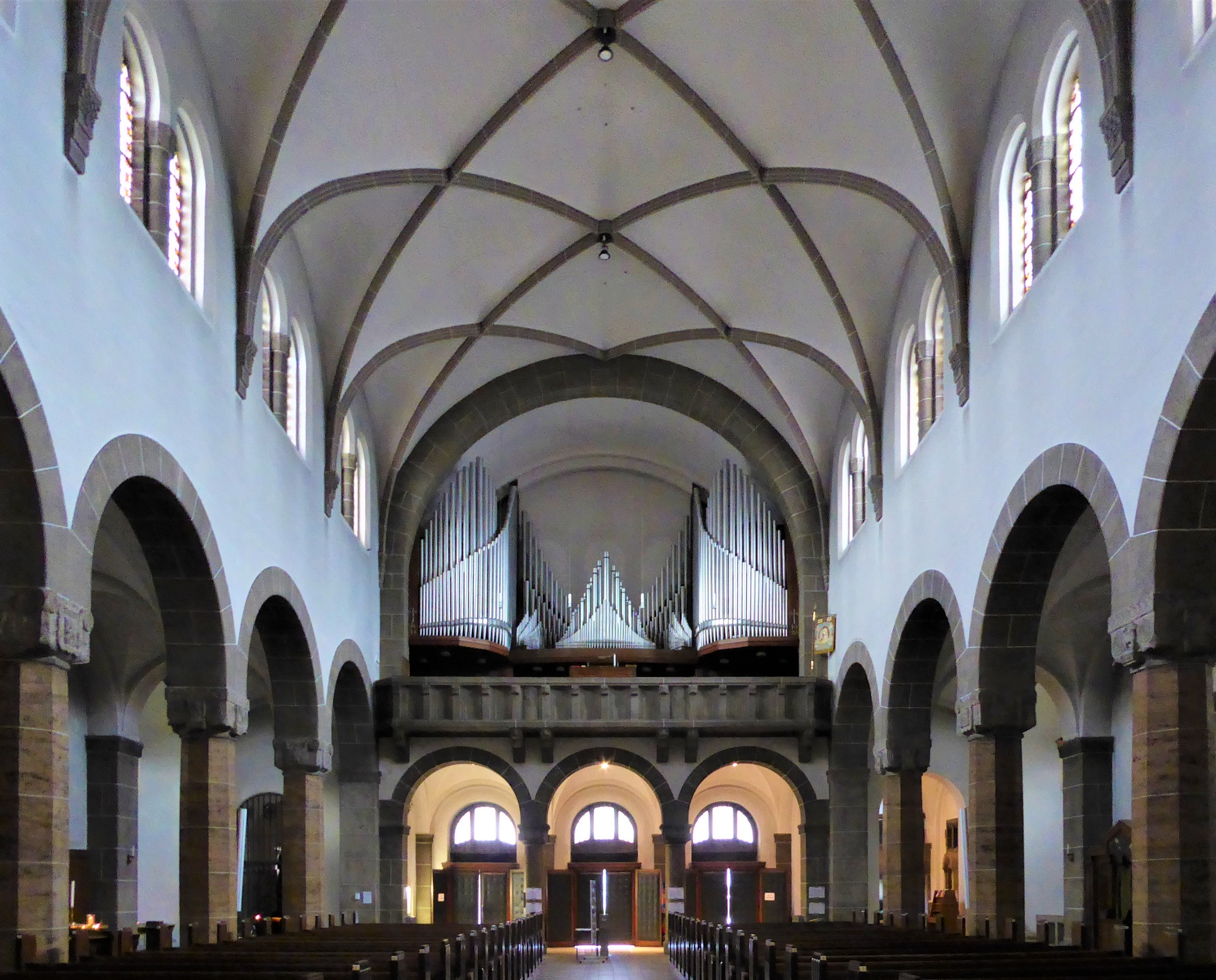
Hauptschiff (Blick auf die Orgel)
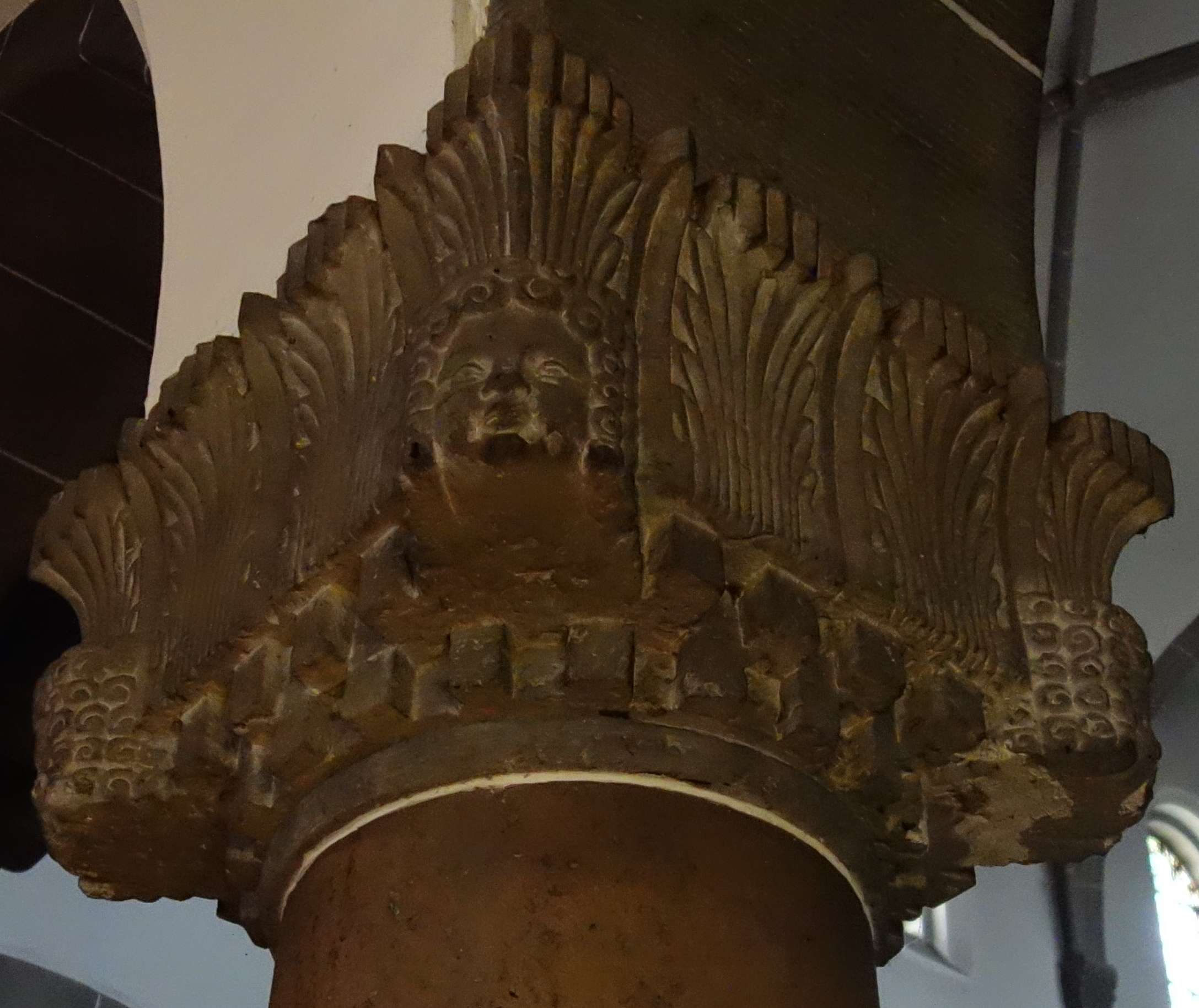
Säulenkapitell
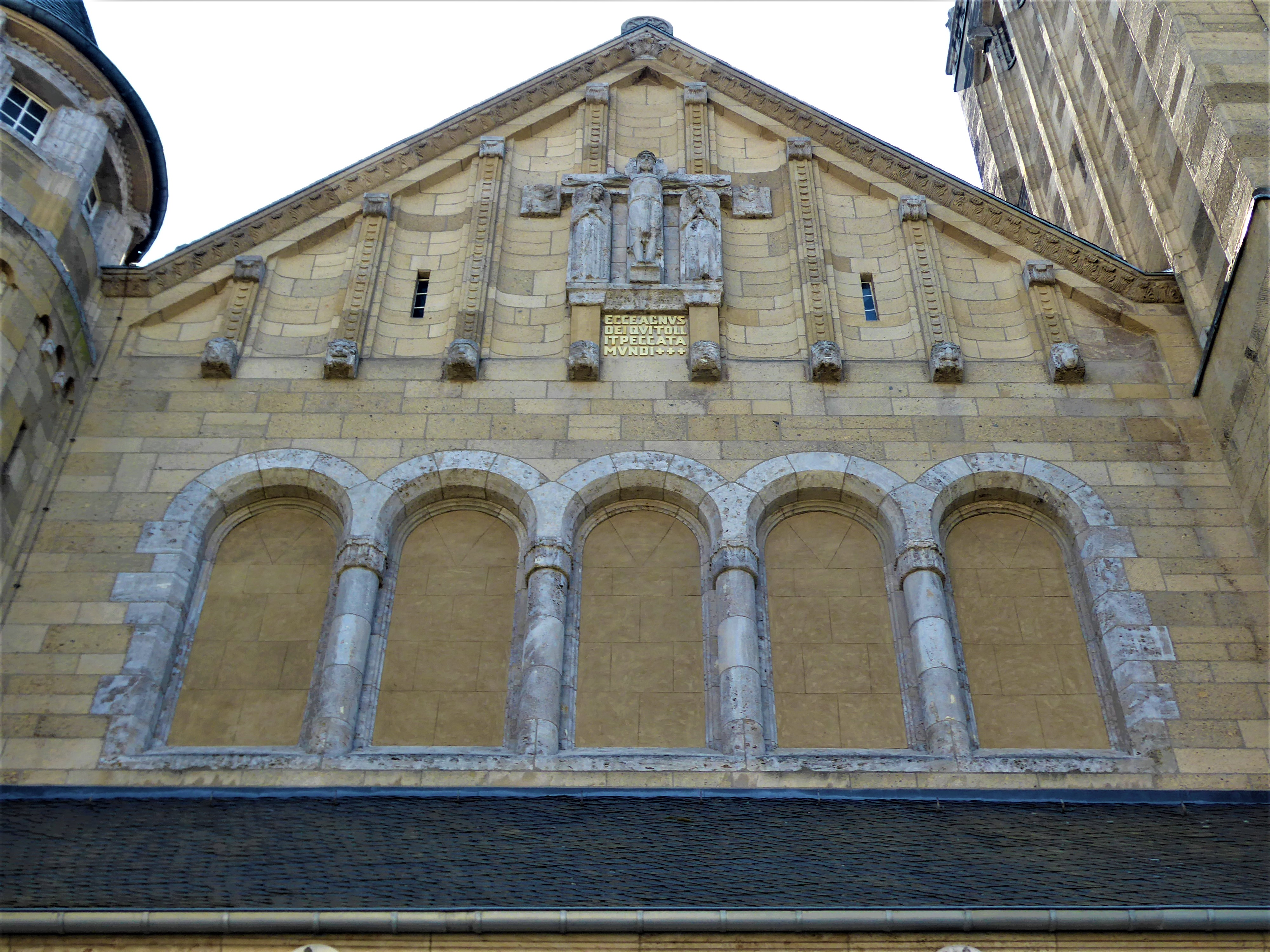
Fassade
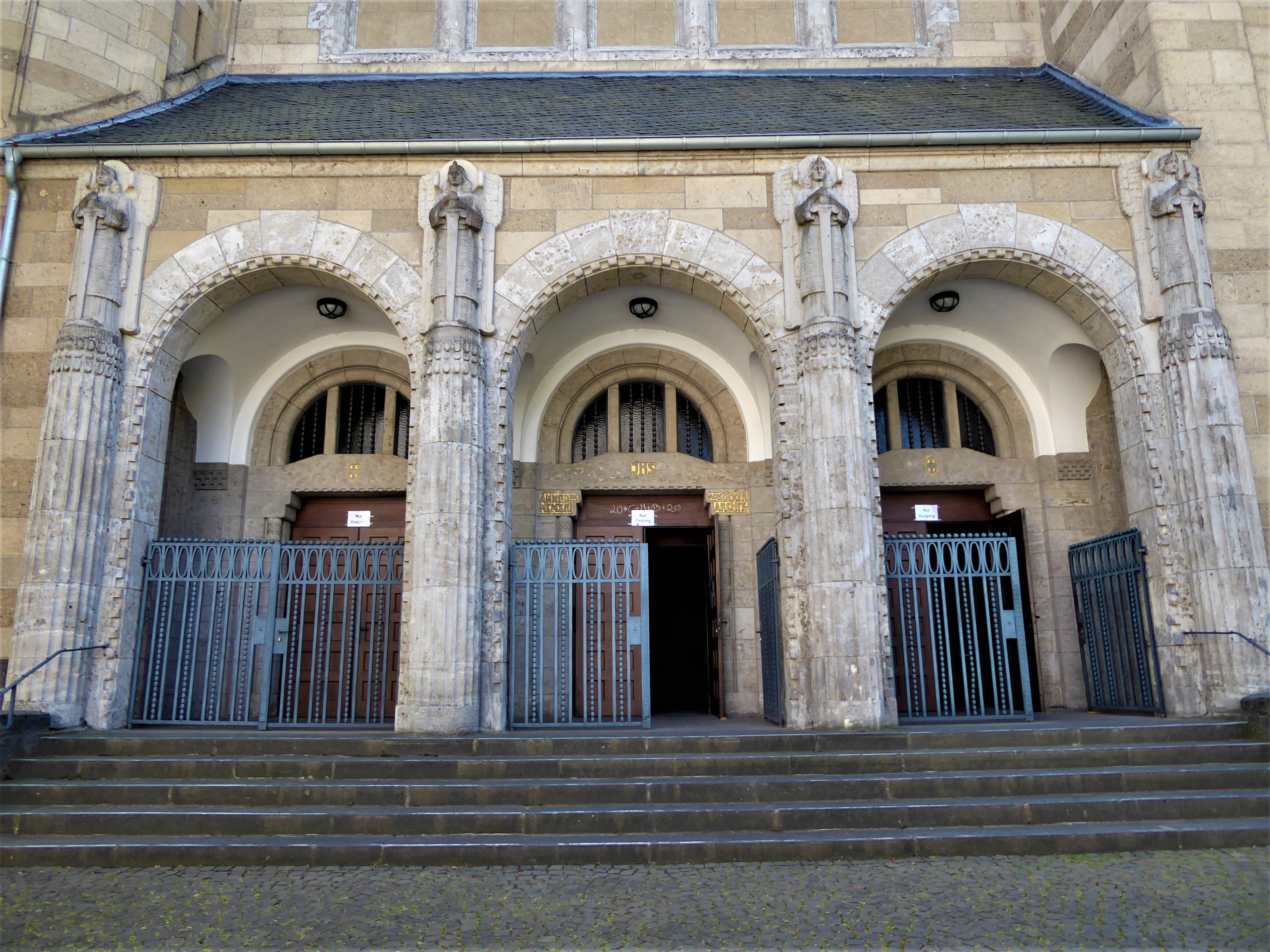
Haupteingangsbereich
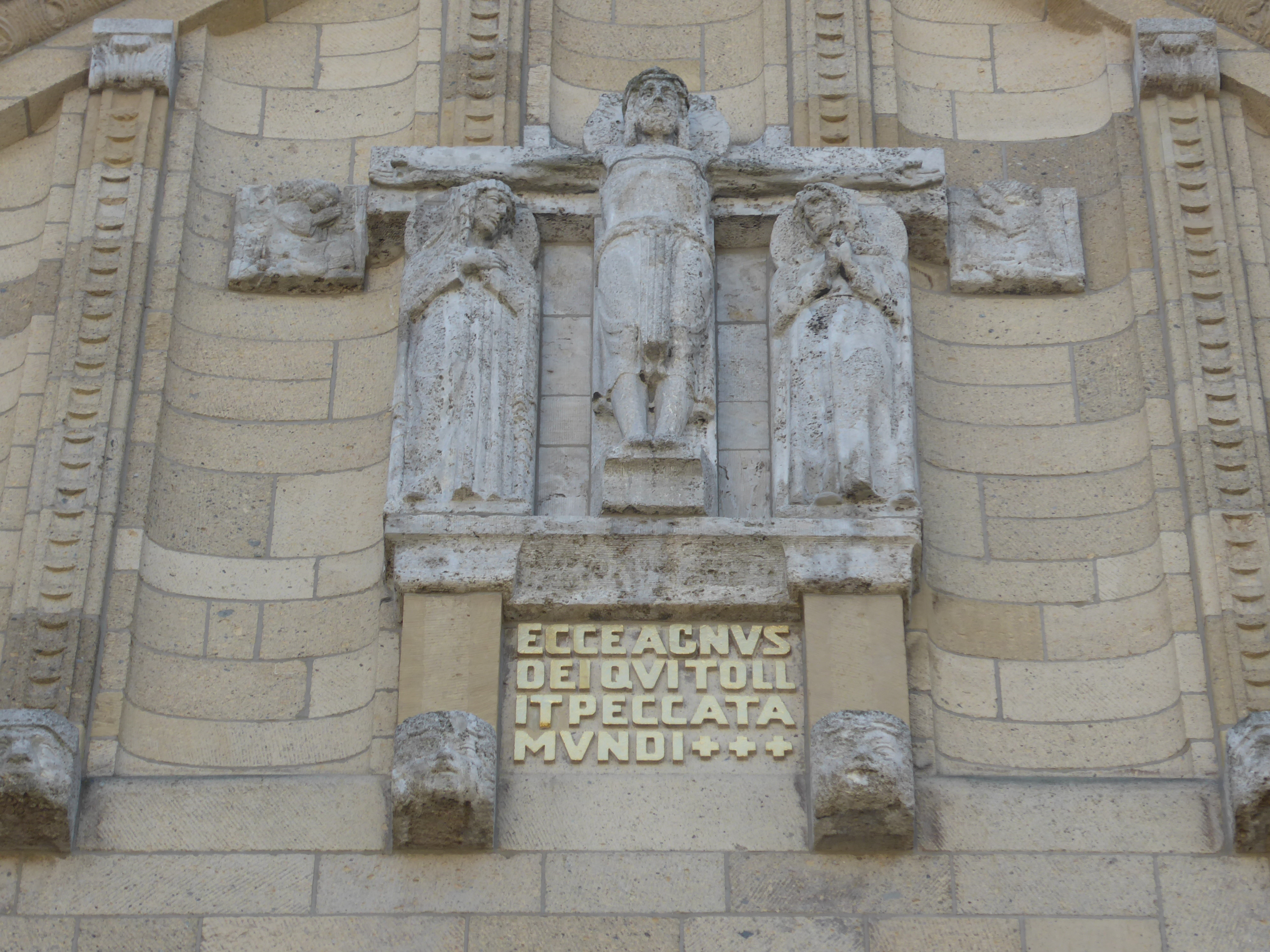
Kreuzigungsgruppe

## Innenausstattung
Die Ausschmückung und die Ausstattung enthalten neben der romanischen Grundaussage einige verspielte Formen des Jugendstils; die Kirche gilt als einzige Jugendstilkirche Kölns.

### Altäre

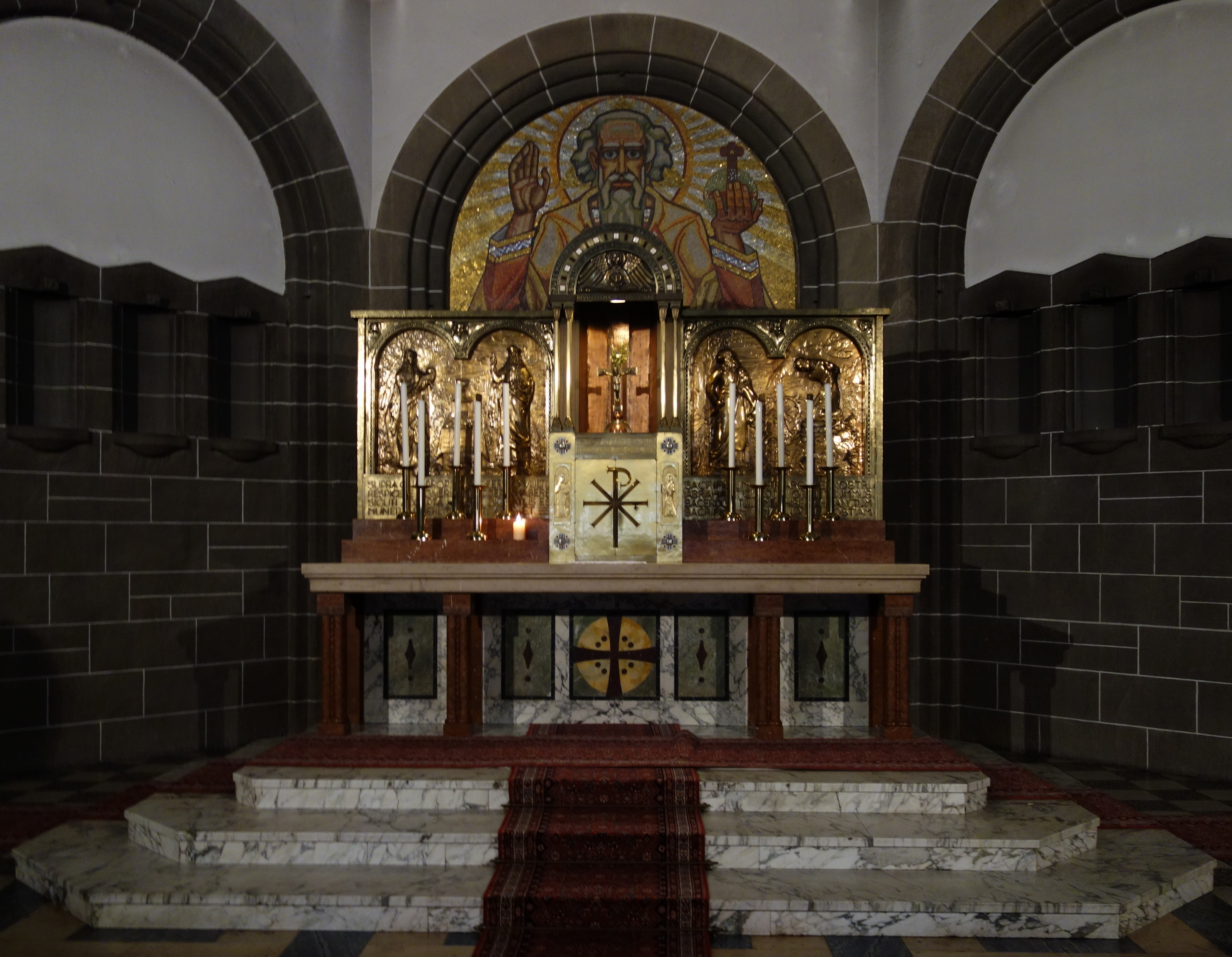
Hauptaltar

Die beiden Seitenschiffe beherbergen jeweils einen Altar, das rechte den Marienaltar von der „Immerwährenden Hilfe“ und das linke den „Bonifatiusaltar“ mit einer fast lebensgroßen Statue des Heiligen Bonifatius, welcher Schutzpatron der Kirche ist.
Der Hauptaltar, zu dem neun Stufen führen, wird von sechs lebensgroßen Apostelfiguren umrahmt und zeigt ein goldenes Mosaik mit segnendem Gottvater, der in der linken Hand die Weltkugel hält. Der Altaraufbau aus getriebenen Goldplatten wurde nach einem Entwurf von Fritz Zehgruber, der auch Arbeiten am Dreikönigenschrein im Kölner Dom durchführte, gefertigt.
Sämtliche Altäre zeichnen sich durch farbige Marmorelemente aus.

### Orgel

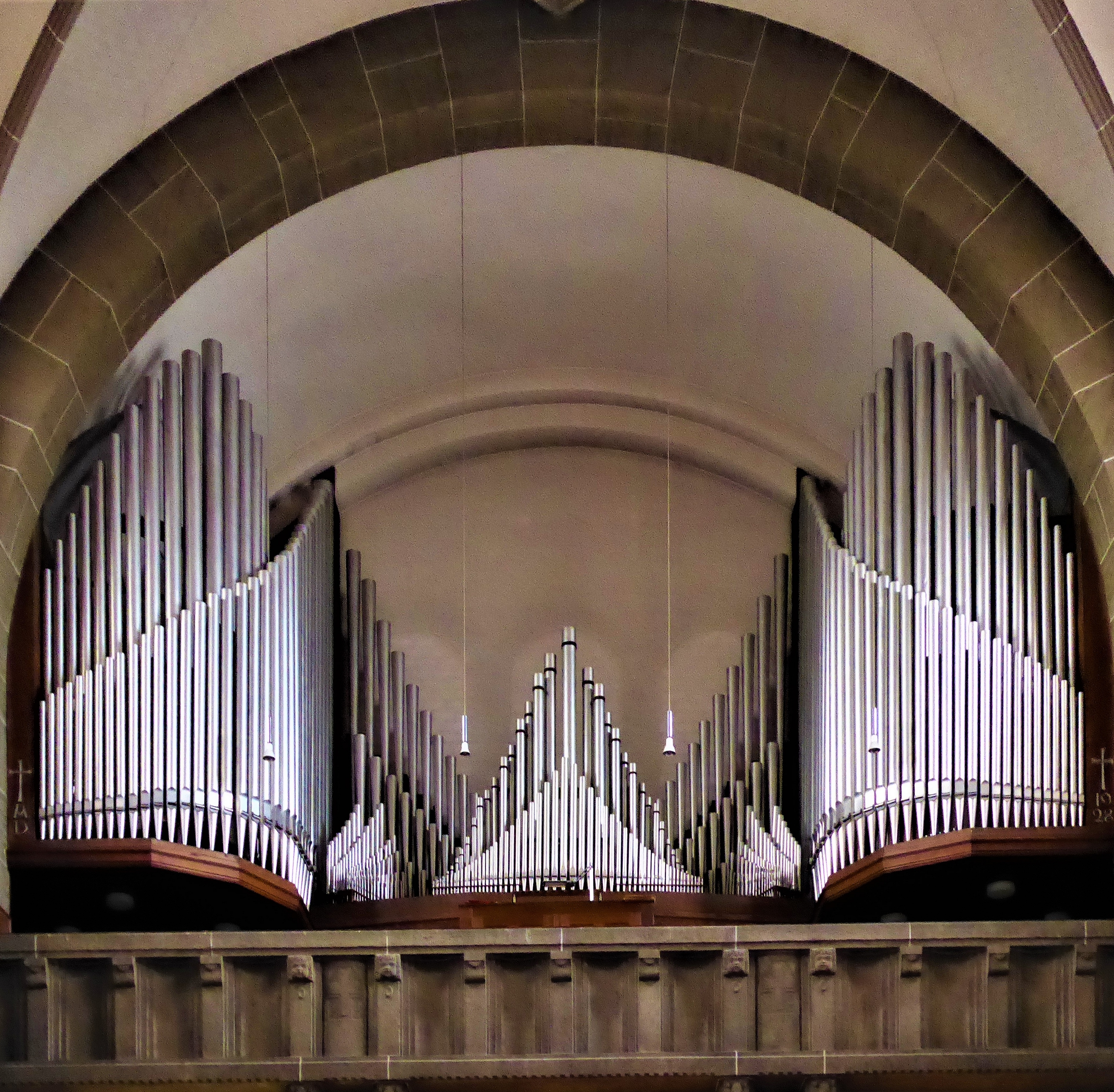
Orgel

Die 1928 von Ernst Seifert auf einer 90 m2 großen Bühne errichtete Orgel wurde am 2. April 1928 eingeweiht und in den Jahren 1938 und 1954 erweitert. Sie besitzt 3188 Pfeifen, von denen die größte 5,02 m und die kleinste 5 mm misst. Es handelt sich um ein Membranladeninstrument mit elektrischer Traktur und wurde nach der Fertigstellung „Bach-Orgel“ genannt.
1938 erweiterte Seifert die Orgel um drei Register. Im Zweiten Weltkrieg blieb sie unversehrt. 1995 wurde sie von Gert Weyland restauriert und ihre Disposition leicht geändert.

### Weitere Ausstattungsdetails
- Ein Triumphkreuz im Querschiff stellt Christus mit Königskrone vor dem Kreuz stehend dar.
- In der Taufkapelle steht ein achteckiges Taufbecken mit acht schwarzen Marmor-Rundsäulen, das aus einem Block gehauen und reich verziert ist.
- Von den fünf Jugendstil-Beichtstühlen befinden sich drei auf der linken und zwei auf der rechten Seite.
- Der Kreuzweg in der Gedächtniskapelle ist ein Werk des Niederländers Wijnand Geraerdt.

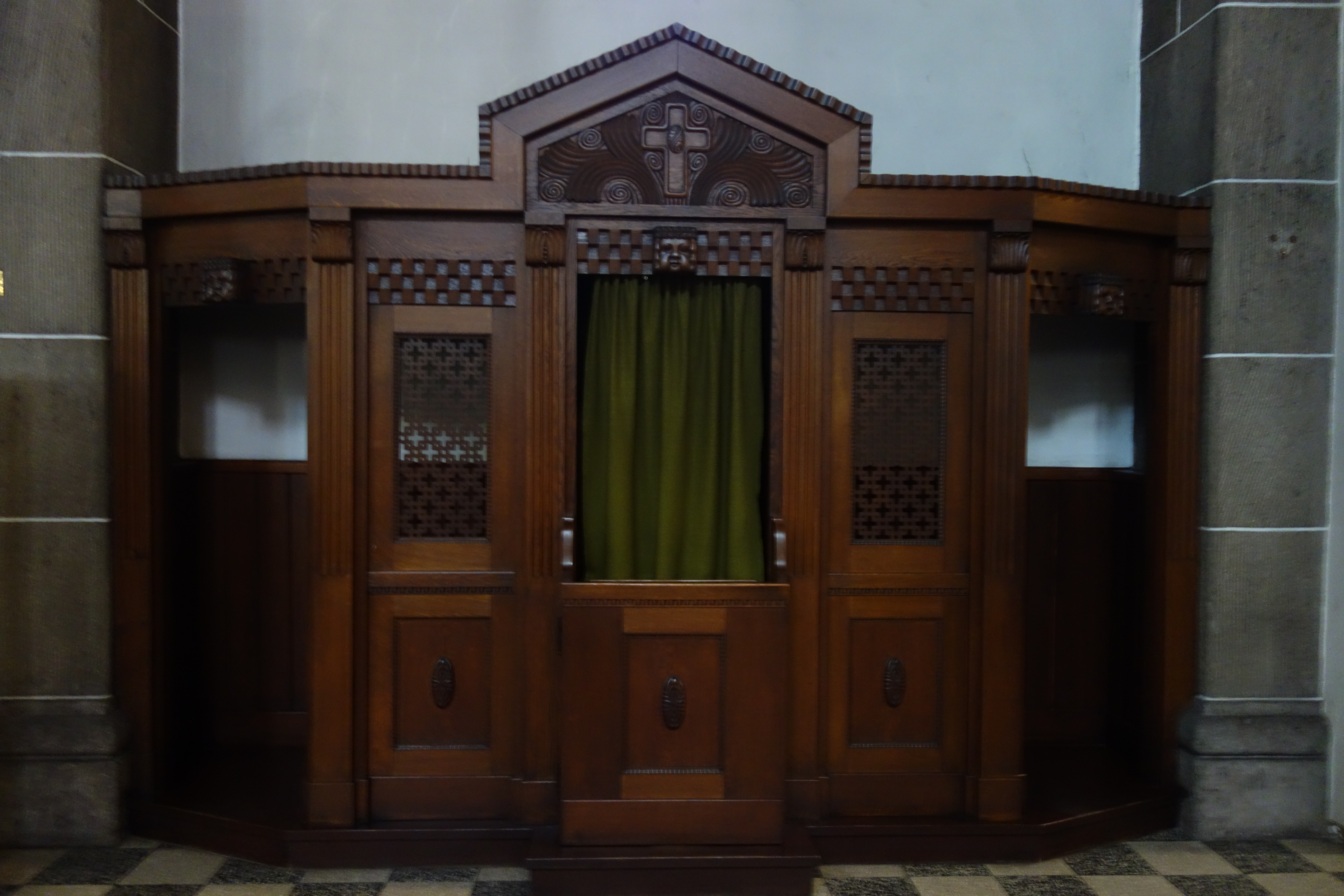
Beichtstuhl
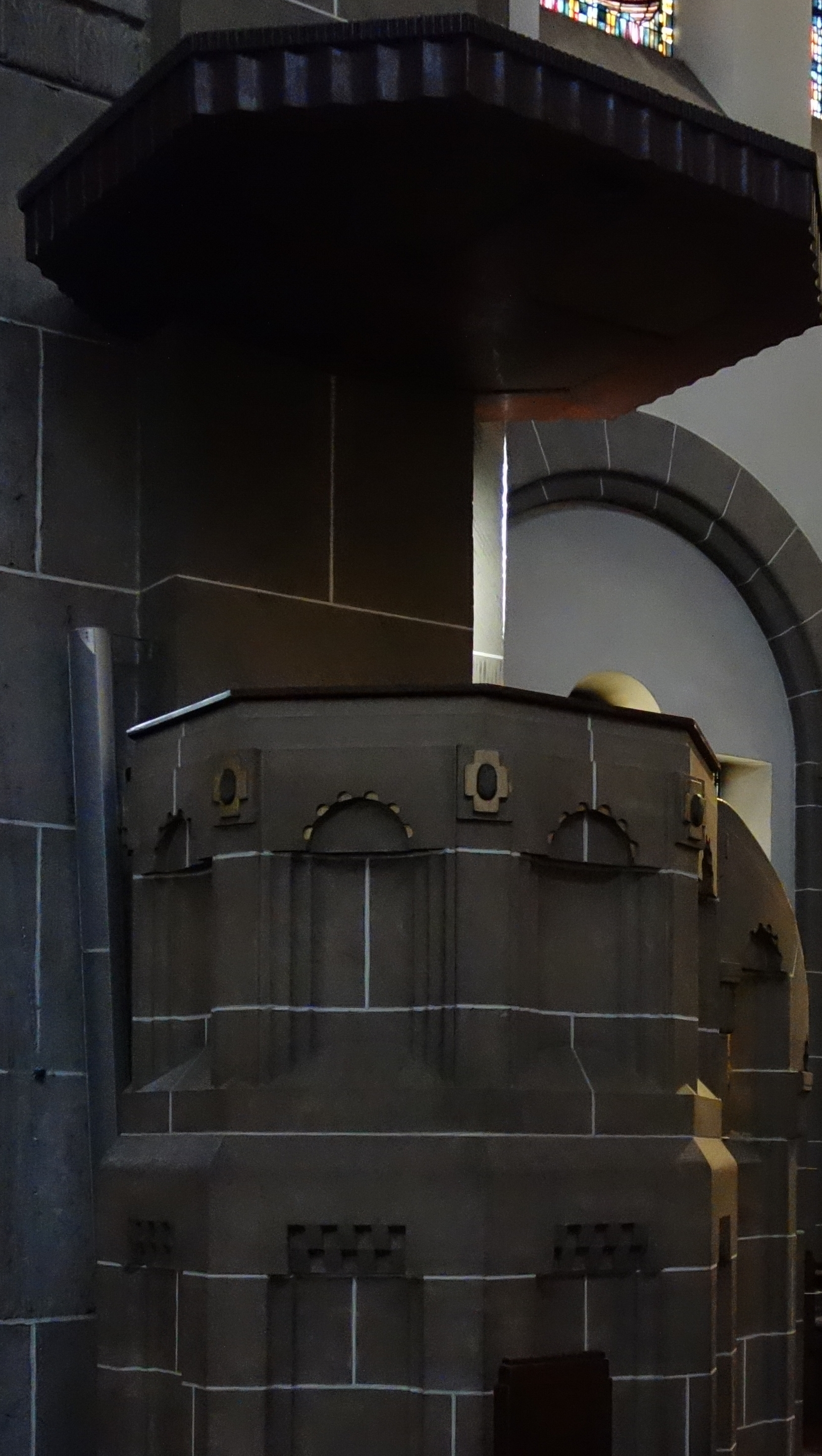
Kanzel
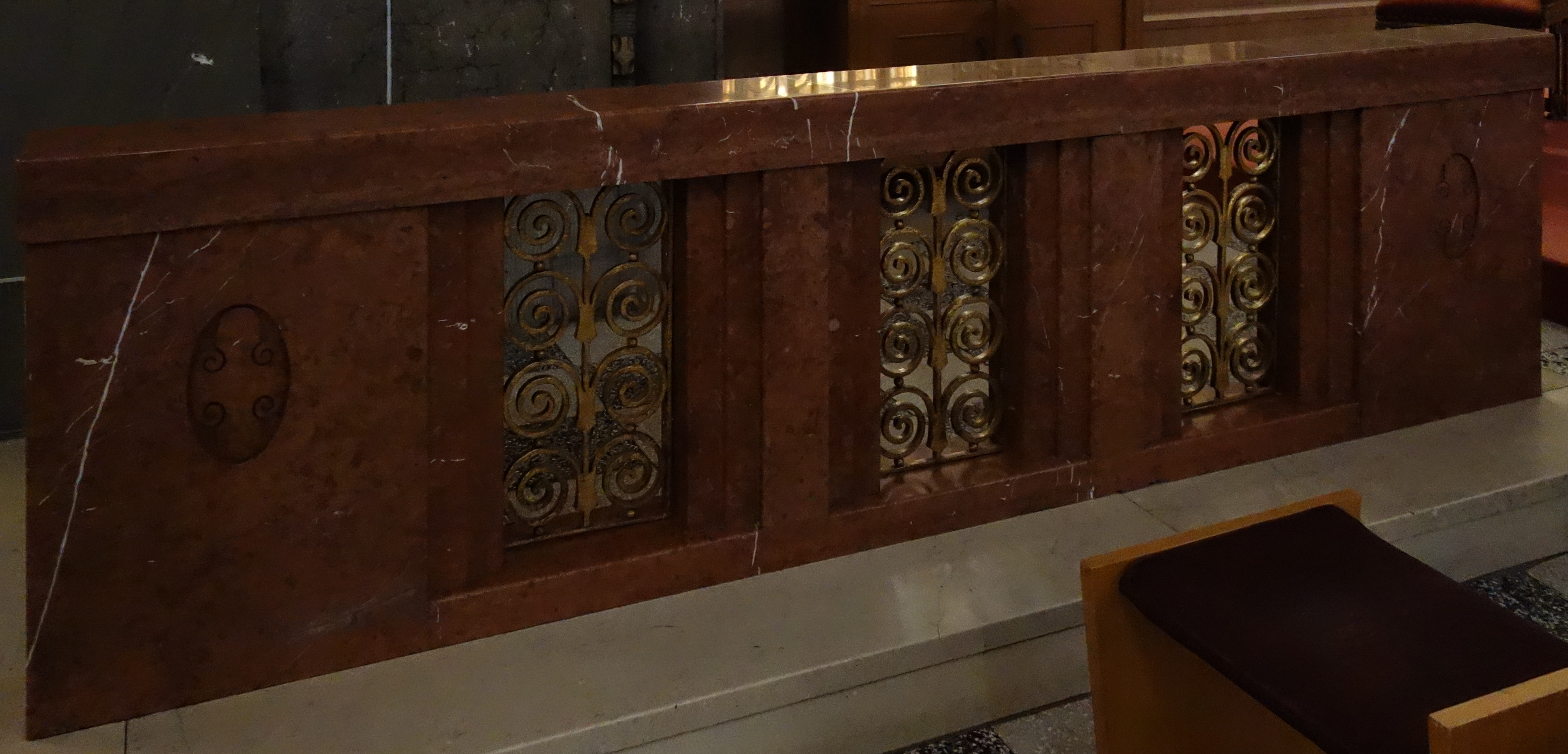
Kommunionbank
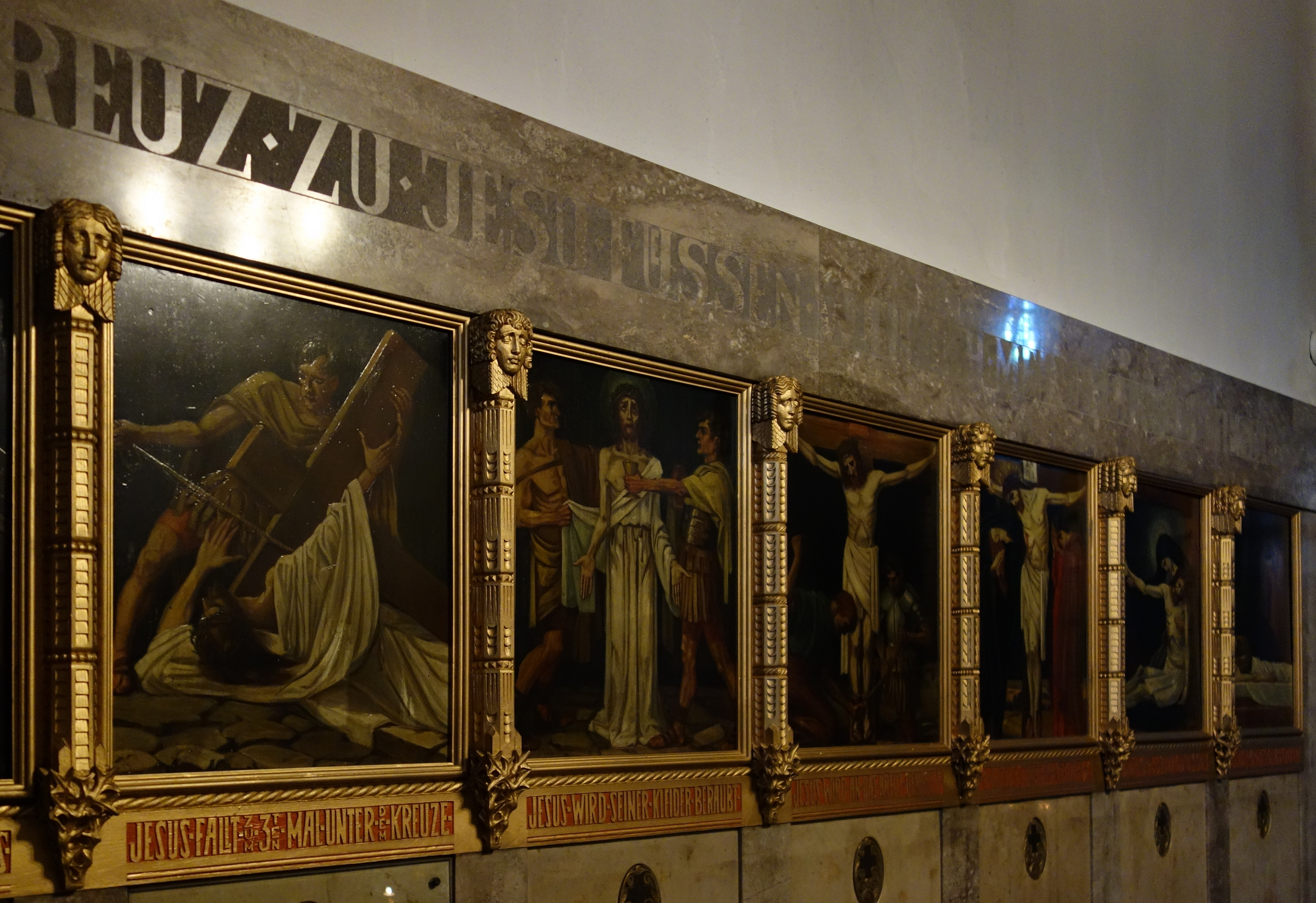
Kreuzwegstationen
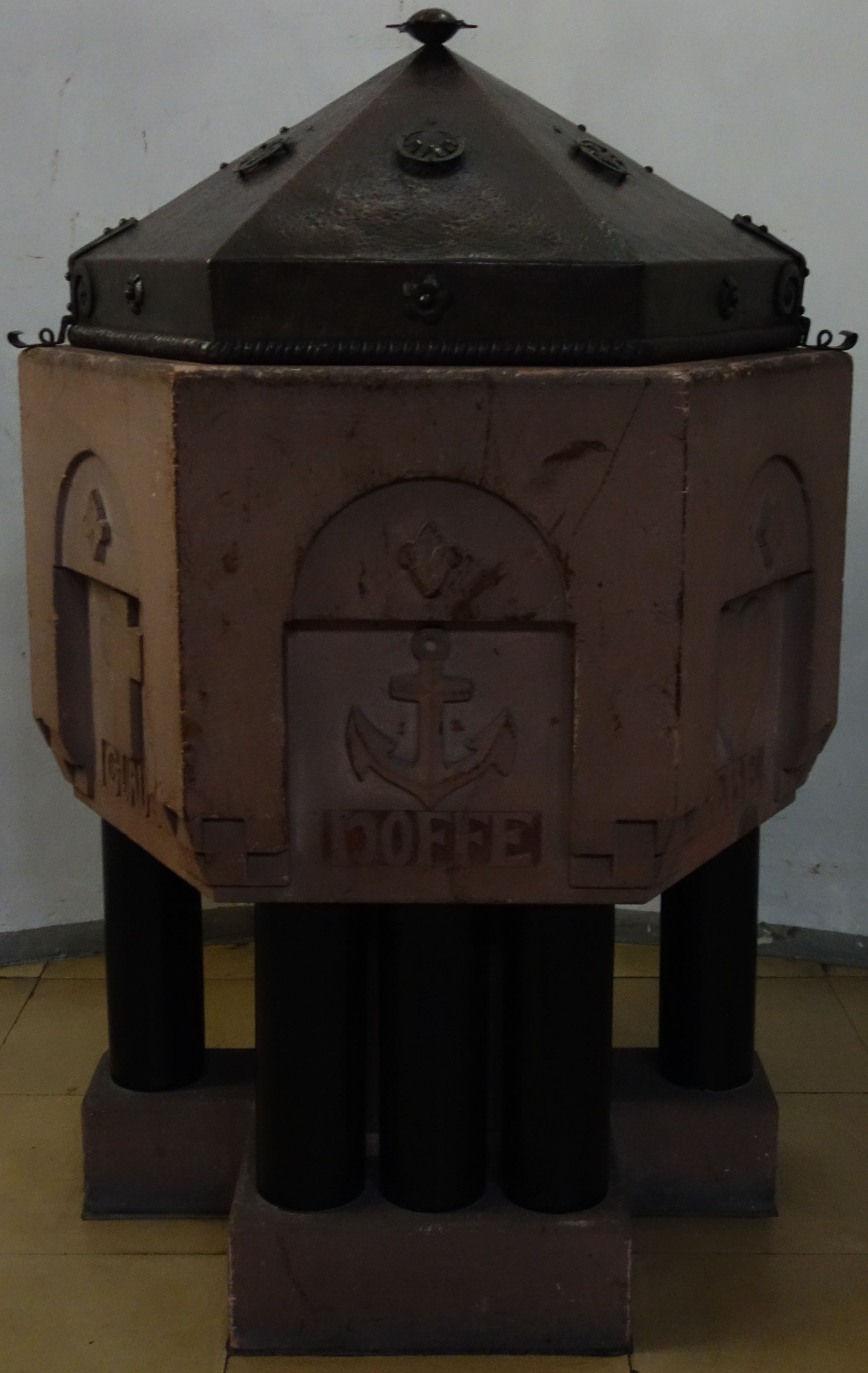
Taufstein
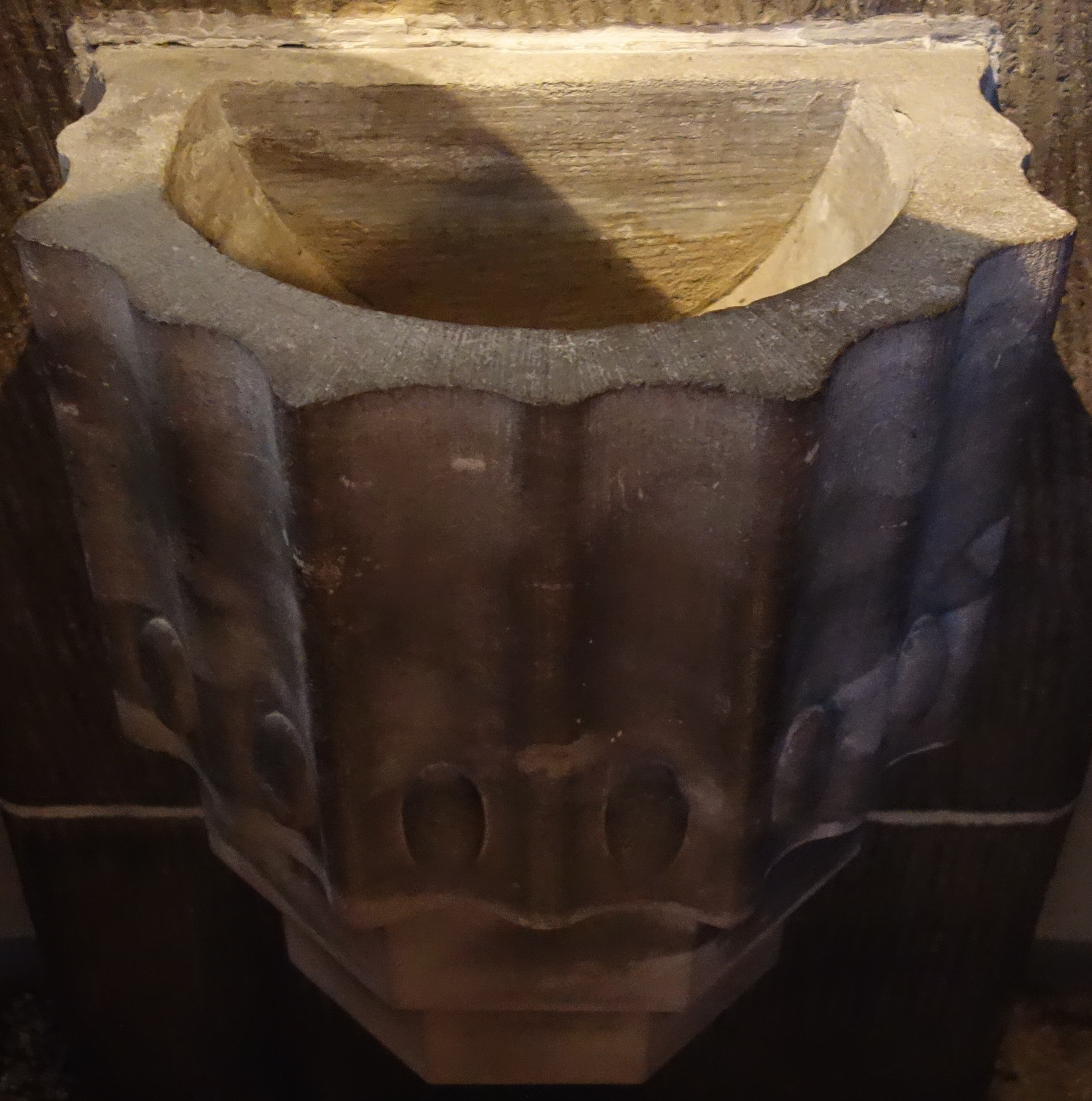
Weihwasser-Becken

## Glocken
Das erste Geläut der Kirche wurde 1914 in der Briloner Glockengießerei Heinrich Humpert gegossen, jedoch mussten wenig später alle Glocken bis auf eine zu Rüstungszwecken eingeschmolzen werden. 1924 wurde ebenfalls in Brilon ein größeres Geläut mit einem Gesamtgewicht von 6,7 Tonnen nachbestellt. Bis auf die kleinste mussten aber auch diese Glocken im Zweiten Weltkrieg rüstungsbedingt abgeliefert und eingeschmolzen werden.
Heute besitzt St. Bonifatius vier Glocken, darunter die große Bonifatiusglocke. Diese wurden in einer zinnfreien Ersatzlegierung aus Kupfer und Silicium, der so genannten Briloner Sonderbronze, gegossen.

## Kirchenfenster
Alle Kirchenfenster sind Bleiglasfenster mit Schwarzlotmalereien auf Antikglas.
- Fenster in der Kapelle: Zwei Fenster sind ornamentale Kompositionen, vier weitere symbolisieren den Fisch sowie Sonne, Mond und Sterne. Die Firma Jacob Melchior schuf sie in den Jahren 1952 bis 1954.
- Fenster in den Seitenschiffen: Die sechs Fenster erzählen die ersten sechs Tage der Schöpfungsgeschichte und wurden von einem unbekannten Künstler um 1950 geschaffen.
- Fenster im Querschiff: Ein Fenster und zwei Dreier-Fenster sind ornamentale Kompositionen, zwei weitere zeigen jeweils die Heiligen Petrus und Paulus. Auch diese Fenster stammen von der Firma Jacob Melchior, ebenfalls aus den Jahren 1952 bis 1954.
- Fenster im Obergaden: Ein Fenster und vier Fensterpaare sind ornamentale Kompositionen, zwei weitere Fenster tragen jeweils die künstlerisch gestalteten Texte GEGRÜSSET SEIST DU VOLL DER GNADE und DER MEISTER IST DA ER RUFT DICH. Sie stammen ebenfalls um 1950 von einem unbekannten Künstler.
- Fenster im Chor: Zwei Fenster sind ornamentale und zwei weitere symbolische Kompositionen. Die übrigen drei Fenster symbolisieren jeweils den Fisch, die Kreuzigung sowie das Altarsakrament als Ähren und Trauben.[6]

## Denkmalschutz
Die Kirche St. Bonifatius zusammen mit dem links daneben liegenden Pfarrhaus wurde am 10. Januar 1983 unter der Nummer 1247 in die Liste der Baudenkmäler im Kölner Stadtteil Nippes eingetragen.